# Bobby Steele
Bobby Steele (18 marzo 1956) è un chitarrista statunitense, attuale chitarrista, autore delle canzoni e componente originario dei The Undead.

## Biografia
È stato componente di molti gruppi, particolarmente di rilievo la collaborazione con i Misfits. Il suo soprannome Steele proviene dal fatto che soffre di spina bifida, motivo per il quale è autorizzato dallo Stato di New York all'uso per motivi terapeutici della marijuana.

## Discografia

### Misfits
- Horror Business (1979) - EP
- Night of the Living Dead (1979) - singolo
- Beware (1980) - EP
- 3 Hits from Hell (1981) - EP
- Halloween (1981) - singolo
- 12 Hits from Hell (2001) - LP

### The Undead

#### Album
- Never Say Die (The Undead) (1986) - LP
- Never Say Die (The Undead) (1987) - cassetta
- Act Your Rage (1989) - LP, cassetta
- Dawn Of The Undead (1991) - LP
- Dawn Of The Undead (1991) - CD, cassetta
- Live Slayer (1992) - LP, CD, cassetta
- The Undead (1995) - cassetta
- Til Death (1998) - LP, CD
- Dawn of the Undead (Remastered) (2006) - CD
- Still The Undead After All These Years (2007) - CD

#### EP
- 9 Toes Later (1982) - 7" EP
- Times Square (2000) - EP split 7"
- Third World U S A (2002) EP di 4 canzoni
- Rockn'Roll Whore  (2002) EP di 4 canzoni
- Be My Ghoul Tonight (2003) EP di 4 canzoni

#### Singoli
- Verbal Abuse (1983)- 7" singolo
- Never Say Die (1985) - 7" singolo
- Invisible Man (1992) - 7" singolo
- Evening Of Desire (1992) - 12" singolo
- There's A Riot In Tompkins Square (1993) - 7" singolo